# Großer Krottenkopf
Der Große Krottenkopf in Tirol (Österreich) ist mit 2656 m ü. A. der höchste Berg in den Allgäuer Alpen. Er gehört zu einem Seitenast der Hornbachkette, die sich vom Allgäuer Hauptkamm etwa 15 km nach Osten erstreckt.

## Stützpunkte und Routen zur Besteigung
- Von Oberstdorf (815 m ü. NHN) aus erreicht man über die Spielmannsau die Kemptner Hütte auf 1844 m ü. NHN über den Europäischen Fernwanderweg E 5 in vier Stunden.
- Die Kemptner Hütte ist der nördliche Stützpunkt für eine Besteigung des Krottenkopfes über den Normalweg (leichteste Besteigung). Der Weg führt von der Hütte aus zunächst südlich, dann östlich zum Oberen Mädelejoch (2033 m ü. A.) an der Staatsgrenze zwischen Deutschland und Österreich, dann zur Krottenkopfscharte (2350 m ü. A.) über Geröll von Westen her und, den zahlreichen roten Punkten folgend, leichter Kletterei im Schwierigkeitsgrad UIAA I über schuttbedeckte Platten zum Gipfel in knapp drei Stunden, wobei allerdings Trittsicherheit und im Gipfelbereich Schwindelfreiheit erforderlich sind.
- Auch von Holzgau (1103 m ü. A.) im oberen Lechtal führt ein Weg auf den Großen Krottenkopf. Der Weg E 5 durch das Höhenbachtal Richtung Norden führt dabei am Simms-Wasserfall (mit Jausenstation) vorbei weiter zur Unteren Roßgumpenalpe. Kurz unterhalb des unteren Mädelejochs zweigt der Weg zur Krottenkopfscharte ab. Für diese Tour beträgt die Gehzeit knapp vier Stunden.
- Alternativ kann der Zustieg auch von der Bernhardseck-Hütte (1802 m ü. A.), vorbei an der Mutte und dem Strahlkopf (2388 m ü. A.), von der Hermann-von-Barth-Hütte durchs Hermannskar oder von Elbigenalp im Lechtal über das Bernhardstal erfolgen.
- Eine Klettertour bietet der Nordgrat. Es sind dabei zwei kurze und eine längere, senkrechte Passage im Schwierigkeitsgrad UIAA III zu bewältigen. Ausgangspunkt ist dabei die Hermannskarscharte, die weglos von der Kemptner Hütte durch das Öfner Kar erreicht wird.